# Felix Schöbi
Felix Schöbi (* 21. Februar 1958; heimatberechtigt in Berneck SG) ist ein Schweizer Jurist und ehemaliger Richter am Bundesgericht in Lausanne.

## Biografie
Schöbi besuchte die Kantonsschule Wattwil und studierte danach Rechtswissenschaften an der Universität Bern, wo er 1998 doktorierte. Von 1987 bis 2011 arbeitete er beim Bundesamt für Justiz, zunächst bis 1990 als Beauftragter und wissenschaftlicher Mitarbeiter des Amtes für Grundbuch und Bodenrecht. In den Jahren 1990 und 1991 war er persönlicher Mitarbeiter der stellvertretenden Direktorin des Bundesamtes für Justiz. Von 1992 bis 2005 arbeitete er als stellvertretender Leiter der Abteilung für Gesetzgebungsprojekte. 2006 war er im Bundesamt Chef der Sektion Zivilgesetzbuch, im Jahr darauf des Fachbereichs Zivil- und Zivilprozessrecht.
Seine Wahl zum Richter am Bundesgericht in Lausanne erfolgte am 28. September 2011, er wurde als Bundesrichter der damaligen Bürgerlich-Demokratischen Partei (BDP) vorgeschlagen. Schöbi trat sein Amt im Jahr 2012 war und gehörte zunächst der strafrechtlichen Abteilung an. Er wechselte anschliessend in die zweite zivilrechtliche Abteilung des Bundesgerichts. Mit der Fusion der BDP und der CVP, wechselte auch Schöbi seine Parteizugehörigkeit zur neuen Partei Die Mitte. 
Als Bundesrichter fiel Schöbi als Verfechter des Öffentlichkeitsprinzip auf und postulierte, dass Gerichtsfälle auch zu Kindesschutzverfahren aufgrund der von der europäischen Menschenrechtskonvention verlangten Justizöffentlichkeit öffentlich verhandelt werden müssten. Schöbi fiel in der breiteren Presse zudem auf, weil er eine öffentliche Beratung über die Beschwerde einer nichtbinär geschlechtlichen Person zum Geschlechtseintrag angeregt hatte. Er wies zwar die Beschwerde ab und stützte sich dabei auf verändertes internationales Privatrecht. Nach dem Entscheid regte er aber den Bundesrat und die Bundesverwaltung in einer Stellungnahme an, «sie sich nicht zu lange auf diesem heutigen Erfolg ausruhen».
Schöbi trat als Bundesrichter per Ende 2023 zurück.

## Publikation
- Der Besitzesschutz: (Art. 926–929 ZGB); Bemerkungen zu einer gesetzgeberischen Fehlleistung, Stämpfli, Bern 1987. ISBN 978-3-7272-0156-1
- Bäuerliches Bodenrecht: eine Annäherung in drei Aufsätzen, Stämpfli, Bern 1994. ISBN 978-3-7272-0202-5
- Schweizerischer Grundstückkauf und europäisches Recht, Stämpfli, Bern 1999. ISBN 978-3-7272-0331-2